# Don Cicuta
Don Cicuta va ser un personatge de ficció interpretat pel actor Valentín Tornos en el programa Un, dos, tres... responda otra vez de Televisió espanyola entre els anys 1972 i 1973.

## Raó del personatge
La idea del personatge es deu al director del programa Chicho Ibáñez Serrador i es tracta d'una absoluta novetat en la història dels concursos televisius: algú del programa que està en contra dels concursants.
Es tractava de fer una crítica subtil i summament irònica d'alguns personatges públics de l'època del tardofranquisme, que representaven un sector de la societat arcaic, purità, pedant, autoritari, adust i conservador fins a l'esperpent.

## Descripció
Don Cicuta procedeix d'un poble imaginari de l'Espanya rural, anomenat Tacañón del Todo, els habitants del qual romanen ancorats als costums, principis i estètica del segle xix. Don Cicuta és el seu principal representant i actua com a valedor dels valors de l'Espanya més fosca davant del "llibertinatge" imperant en la televisió del moment. La seva missió era vetllar perquè no se sobrepassessin en el programa els límits de la decència, l'austeritat i el bon gust.
Per això, Don Cicuta vesteix com un sinistre enterrador del segle xix, amb levita totalment negra, barret alt, barba llarga i gran rellotge per a controlar el temps concedit als concursants. En el programa és flanquejat pels seus adlàters, Remigio i Arnaldo Cicutilla, interpretats per Ignacio Pérez i Javier Pajares. Segons el mateix Ibáñez Serrador va ser la força interpretativa de l'actor la que li va portar a concentrar els diàlegs en aquest únic personatge.

## Repercussió
El personatge es va convertir en un autèntic fenomen sociològic i va llançar a la fama tardana a Valentín Tornos, l'actor que l'interpretava, i que comptava a la seva esquena amb una llarga carrera interpretativa en teatre, cinema i televisió. Se li va concedir el premi TP d'Or 1972 al Personatge més popular i es va fer tot tipus de marxandatge amb la seva figura: ninots, clauers, samarretes, croms...Fins i tot es va gravar un disc en el qual s'interpretaven les cançons Si yo fuera Kiko i Tango de Don Cicuta.

## Final
Al començament de la segona etapa del programa, i per problemes de salut de Tornos, Don Cicuta no va poder continuar en el concurs, per la qual cosa el personatge va aparèixer testimonialment en el primer programa, per a donar pas als que serien els seus substituts: El Profesor Lápiz, Don Rácano i Don Estrecho, interpretats respectivament per Pedro Sempson, Francisco Cecilio i Juan Tamariz. Va ser l'última aparició pública de Don Cicuta, ocorreguda el 19 de març de 1976.